# 汝阳站
汝阳站是位于中华人民共和国河南省洛阳市汝阳县内埠镇的一个铁路车站，建于1970年，有焦柳铁路经过该站，现仅办理货运业务，不办理客运业务。车站距离月山站175公里，隶属郑州局集团，是四等站，本站及相邻上下行区间均为电气化区段。